# Trương Hồng (vận động viên)
Trương Hồng (tiếng Trung: 张虹; sinh ngày 12 tháng 4 năm 1988) là một vận động viên trượt băng tốc độ vòng dài, được biết đến với huy chương vàng mà cô giành được trong cự ly 1000 mét tại Thế vận hội Mùa đông 2014 tại Sochi.
Trước đó, Trương Hồng từng giành được một huy chương đồng tại Giải vô địch trượt băng tốc độ nước rút Thế giới 2012. Cô lập hai kỷ lục cá nhân và nhận huy chương đồng ở cự ly 500 mét. Tổng số điểm mà cô đạt được trong các giải vô địch (cả bốn kiểu đua) là tốt thứ ba mọi thời đại. Cô bắt đầu sự nghiệp trượt băng vào năm 2008 và giành những chiến thắng tại Đại hội Thể thao Mùa đông Toàn quốc Trung Quốc 2012, khi cô đại diện cho đoàn Quân Giải phóng Nhân dân Trung Quốc.

## Huy chương
- Đại hội Thể thao Mùa đông Toàn quốc Trung Quốc 2012:  vòng ngắn (1000 m: 1.17,27 / 1.16,66 = 154.145),  500 m (38,45)
- Giải vô địch trượt băng tốc độ nước rút Thế giới 2012: nước rút
- Giải vô địch trượt băng tốc độ nước rút Thế giới 2014: nước rút
- Thế vận hội Mùa đông 2014 – 1000 mét: